# J.Score
株式会社J.Score（ジェイスコア、英: J.Score CO., LTD）は、日本の貸金業者。フィンテックを活用した無店舗型の消費者金融サービスなどを展開する。みずほ銀行がソフトバンクと合弁で設立し、同銀行の連結子会社となっている。
2022年12月13日、LINE Creditへ吸収分割方式による事業統合を行なうと発表。2023年1月以降、J.Scoreが手掛けていた各事業をLINE Creditへ段階的に引き継ぎ、全ての事業統合の完了後、J.Scoreは清算される。

## 概要
みずほ銀行の持つ顧客データ分析やローン審査ノウハウと、ソフトバンクのAIを用いたデータ分析を融合し、顧客データをスコア化して融資に活用する。このスコア・レンディングを用いることで、従来では融資できなかった低与信層に融資可能となる見込み。従来の融資と比べて、利用者がスマホアプリに情報を追加することで、融資を申し込む前から借り入れ条件が判明したり、データが多いほど金利が安くなったり、借入れ限度額が増す仕組みが導入される予定とされている。
スマホで融資を申し込むと、30分以内に現金が銀行口座に振り込まれる。無店舗営業でコストを抑えて低金利を実現するとしている。みずほ銀行は3大メガバンクの中で唯一傘下に大手消費者金融を保有していないため、この試みはアナリストから「他の銀行グループも同様のサービスを考えているだろうが、追随しようにも従来の消費者金融の店舗などの固定費負担が重くのしかかっていて動きづらい」と評価されている。
信用が比較的低かった若者でも低金利で融資が受けられる試みは米国のフィンテック企業SoFiのビジネスモデルを参考にしている。

## 沿革
- 2016年
  - 9月15日 - みずほ銀行とソフトバンクがフィンテックを活用した金融事業を行う合弁子会社の設立に基本合意[7]
  - 10月12日 - 株式会社LenDream設立
  - 11月24日 - 株式会社J.Scoreへ商号変更[8]
- 2017年
  - 7月27日 - J.Scoreティザーサイトを公開[9]
  - 9月25日 - 個人向け融資サービス「AIスコア・レンディング」の提供を開始[10]
  - 11月30日 - みずほ銀行およびソフトバンクの情報連携が翌日以降反映から数十秒後にはAIスコアへ反映されるよう高速化[11]
  - 12月21日 - 振込処理即時化により、新規契約から最短30分で融資を実現[12]
  - 12月22日 - Yahoo! JAPANと提携し、情報連携に対応[13]
- 2018年
  - 6月21日 - 「AIスコア」へのYahoo!ショッピング・ヤフオク!情報連携開始[14]
  - 7月11日 - コードアワード2018でグッド・イノベーション賞を受賞[15]
  - 7月12日 - 「J.Score」公式アプリiOS/Android版を提供開始[16]
  - 8月9日 - 「AIスコア」でワイモバイルとの情報連携を開始[17]
  - 9月25日 - 「AIスコア・リワード」の提供を開始[18]
  - 11月13日 - MCPC award 2018 サービス＆ソリューション部門 特別賞を受賞[19]
- 2019年
  - 5月23日 - 「AI活用ポリシー」を公表[20]
  - 5月30日 - ブランドアンバサダーに二階堂ふみを起用[21]
  - 10月2日 -「2019年度グッドデザイン賞」をダブル受賞[22]
  - 10月31日 -「AIスコア・レンディング」での副業資金の取扱いを開始[23]
  - 12月11日 - 「AIスコア」の登録ユーザー数が累計100万人を突破[24]
  - 12月25日 - 情報銀行のP認定取得[25]
- 2022年12月13日 - 全事業をLINE Creditへ統合し会社清算することを発表[1]